# Neviditelní
Neviditelní jsou komediální televizní seriál z produkce České televize, který byl premiérově vysílán na ČT1 od 5. září 2014 do 28. listopadu 2014. Za seriálem stojí scenárista a režisér Radek Bajgar a společnost Logline Production. V seriálu o vodnících se v hlavních rolích představují Jiří Bartoška, Jiří Langmajer, Ivana Chýlková, Luděk Sobota a další.
Seriál má natočených 13 dílů.

## Děj
Seriál pojednává o lidech – vodnících, kteří se od těch ostatních liší tím, že mají jistou dávku aquagenu, který způsobuje, že mohou žít pod vodou. Ovšem tato skupina lidí pomalu ze světa mizí, snaží se zachránit a hlavně neprozradit se suchým lidem. Ve světě však existují také tzv. vlci, což jsou vodníci, kteří nevědí, že vodníky jsou. Jedním příkladem je lobbista Ivan Laušman (Jiří Langmajer), který to o sobě zjistí poté, co se snaží spáchat sebevraždu utopením. Ostatní vodníci se však obávají toho, že sledovaný lobbista způsobí prozrazení jejich existence.

## Obsazení
| Jiří Langmajer    | Ivan Laušman                                  |
| Luděk Sobota      | Eduard Baretti                                |
| Kristýna Boková   | Johana Baretti                                |
| Jiří Bartoška     | Hubert Vydra                                  |
| Ivana Chýlková    | Nora Vydrová, Hubertova manželka              |
| Kryštof Hádek     | Robert Vydra, Hubertův syn                    |
| Lenka Vlasáková   | doktorka Magda Mráčková, aqua lékárnice       |
| Marie Doležalová  | Berková                                       |
| Barbora Poláková  | Monika                                        |
| Simona Babčáková  | policejní komisařka Eva Jará                  |
| Lukáš Příkazký    | inspektor Stanislav Trpělka                   |
| Marian Roden      | biskup Čeněk Láska                            |
| Iva Pazderková    | jezina Lige                                   |
| Jana Plodková     | jezina Agla                                   |
| Sandra Nováková   | jezina Thea                                   |
| Jaromír Dulava    | otec Voda (vodnický kněz)                     |
| Ondřej Hejma      | člen vodní rady                               |
| Františka Čížková | členka vodní rady                             |
| Pavlína Danková   | členka vodní rady                             |
| Jolana Voldánová  | členka vodní rady                             |
| Václav Vorlíček   | člen vodní rady                               |
| Eva Leinweberová  | členka vodní rady                             |
| Radek Holub       | Rudolf Ratus, zvaný Krysa (hlídač divné vody) |
| Richard Stanke    | Sikorský                                      |
| Jan Vlas          | policista                                     |
| Marika Šoposká    | kamarádka Moniky                              |

## Seznam dílů
Jednotlivé díly seriálu nejsou v úvodní znělce ani v materiálech České televize opatřeny slovním názvem, pouze číslovány.
| Pořadí v seriálu | Režie        | Scénář                                                       | Premiéra           | Sledovanost v milionech |
| ---------------- | ------------ | ------------------------------------------------------------ | ------------------ | ----------------------- |
| 1                | Radek Bajgar | Radek Bajgar, spolupráce: Mirka Zlatníková                   | 5. září 2014       | 0,790                   |
| 2                | Radek Bajgar | Radek Bajgar, spolupráce: Mirka Zlatníková a Tomáš Baldýnský | 12. září 2014      | 0,783                   |
| 3                | Radek Bajgar | Radek Bajgar, spolupráce: Mirka Zlatníková a Tomáš Baldýnský | 19. září 2014      | 0,716                   |
| 4                | Radek Bajgar | Radek Bajgar, spolupráce: Mirka Zlatníková a Tomáš Baldýnský | 26. září 2014      | 0,630                   |
| 5                | Radek Bajgar | Radek Bajgar, spolupráce: Mirka Zlatníková                   | 3. října 2014      | 0,702                   |
| 6                | Radek Bajgar | Radek Bajgar, spolupráce: Mirka Zlatníková                   | 10. října 2014     | 0,504                   |
| 7                | Radek Bajgar | Radek Bajgar, spolupráce: Mirka Zlatníková                   | 17. října 2014     | 0,607                   |
| 8                | Radek Bajgar | Radek Bajgar, spolupráce: Mirka Zlatníková a Tomáš Feřtek    | 24. října 2014     | 0,590                   |
| 9                | Radek Bajgar | Radek Bajgar, spolupráce: Mirka Zlatníková a Tomáš Feřtek    | 31. října 2014     | 0,643                   |
| 10               | Radek Bajgar | Radek Bajgar, spolupráce: Mirka Zlatníková a Tomáš Feřtek    | 7. listopadu 2014  | 0,659                   |
| 11               | Radek Bajgar | Radek Bajgar, spolupráce: Mirka Zlatníková a Tomáš Feřtek    | 14. listopadu 2014 | 0,624                   |
| 12               | Radek Bajgar | Radek Bajgar, spolupráce: Mirka Zlatníková a Tomáš Feřtek    | 21. listopadu 2014 | 0,623                   |
| 13               | Radek Bajgar | Radek Bajgar, spolupráce: Mirka Zlatníková a Tomáš Feřtek    | 28. listopadu 2014 | 0,627                   |

## Vývoj a výroba
Česká televize schválila výrobu seriálu na podzim 2012. Kreativním producentem byl Michal Reitler z tvůrčí producentské skupiny hrané a zábavné tvorby ČT, někdejší producent seriálu TV Nova Ulice. Koproducentem byla společnost Logline Production s třetinovým vlastnickým podílem autora Radka Bajgara.
Programový ředitel Milan Fridrich v dubnu 2014 uvedl, že seriál by měl být posilou komediálního žánru v programu České televize, vedle kriminálních, retro a historických seriálů. Hotový seriál byl v červenci téhož roku představen na Mezinárodním filmovém festivalu Karlovy Vary.
Novinářská konference k seriálu proběhla 24. července 2014 za účasti hlavních hvězd seriálu v prostředí Muzea Stará čistírna v Praze 6.

## Přijetí
Kritička MF DNES Mirka Spáčilová seriál soudě podle prvního dílu označila za „největší zklamání podzimní sezony“. Kritizovala jej jako špatně zvládnutou dobově omezenou satiru, s povrchním humorem a „mátožnými, strojenými, nepřirozenými“ hereckými projevy, byť se světlejšími chvilkami. Podle televizního scenáristy Jana Žáčka, který seriál hodnotil dle zhlédnutého 7. dílu a podobně jako Spáčilová jej srovnával s nedostižným filmovým vzorem Jak utopit dr. Mráčka aneb Konec vodníků v Čechách (1974), zůstala satira na současné české poměry stejně jako humor „neviditelná, protože bezzubá a neadresná“. Některé herecké výkony hodnotil jako přehrávání v důsledku chabého režijního vedení. Naopak Eva Zajíčková z Práva vyzdvihla snahu tvůrců a České televize „provětrat tuzemskou atmosféru, které roky vládnou ukoptěné vztahové seriály a lidové žertíky, o poznání chytřejším humorem“. Podle jejího názoru byli Neviditelní „zábavní jako v tuhle chvíli žádná televizní konkurence“, byť uznala, že by seriálu „prospěl ráznější dramaturgický zásah“ a debutujícímu scenáristovi a režisérovi Radku Bajgarovi pomohla „opora ve výborných hercích“.